# Matthew Tkachuk
Matthew Tkachuk (* 11. Dezember 1997 in Scottsdale, Arizona) ist ein US-amerikanischer Eishockeyspieler, der seit Juli 2022 bei den Florida Panthers in der National Hockey League unter Vertrag steht. Mit dem Team gewann er in den Playoffs 2024 und 2025 den Stanley Cup. Zuvor war der linke Flügelstürmer sechs Jahre lang für die Calgary Flames aktiv, die ihn im NHL Entry Draft 2016 an sechster Position ausgewählt hatten.

## Karriere

### Jugend
Matthew Tkachuk wurde in Scottsdale geboren, als sein Vater Keith Tkachuk bei den Phoenix Coyotes unter Vertrag stand, und wuchs in St. Louis auf, da Keith Tkachuk während der Saison 2000/01 zu den dort beheimateten Blues wechselte. Dort spielte Matthew Tkachuk in den Jugendmannschaften der St. Louis Blues, ehe er mit Beginn der Saison 2013/14 ins USA Hockey National Team Development Program (USA Hockey NTDP) wechselte, die zentrale Talenteschmiede des US-amerikanischen Eishockeyverbands. Mit dem NTDP nahm der Flügelstürmer am Spielbetrieb der United States Hockey League (USHL) teil, der höchsten Juniorenliga der USA, und bestritt parallel dazu viele außerhalb vom Spielbetrieb einer Liga ausgetragene Partien gegen Nachwuchs- bzw. College-Mannschaften des Landes. Zudem fungieren die U17- und U18-Teams des NTDP jeweils als Nachwuchs-Nationalmannschaften, sodass er mit der U17 an der World U-17 Hockey Challenge 2014 teilnahm und dort die Goldmedaille gewann. Ebenso die Goldmedaille gewann Tkachuk im Jahr darauf bei der U18-Weltmeisterschaft 2015, bei der er außerdem alle Spieler in Vorlagen (10) anführte.
Nach der Saison 2015/16 verließ er das NTDP aus Altersgründen und wechselte nicht, wie zuvor im Januar 2013 angekündigt, zu den Fighting Irish der University of Notre Dame und somit in den Spielbetrieb der National Collegiate Athletic Association (NCAA), sondern entschloss sich zu einem Wechsel in die kanadische Ontario Hockey League (OHL), eine der drei großen kanadischen Juniorenligen. Seine OHL-Rechte hielten seit der Priority Selection des Jahres 2013 die London Knights (ausgewählt an 64. Stelle), sodass er mit Beginn der Saison 2015/16 für das Team auflief. Bei den Knights bildete Tkachuk gemeinsam mit Mitchell Marner und Christian Dvorak die mit Abstand beste Offensivreihe der Liga und erzielte in 57 Spielen 107 Scorerpunkte, der fünftbeste Wert der Saison, sodass er ins First All-Star Team der OHL gewählt wurde. Im Anschluss gewann er mit der Mannschaft die OHL-Playoffs und somit den J. Ross Robertson Cup, wobei er die Liga mit 20 Treffern anführte, sowie anschließend den Memorial Cup. Über den Jahreswechsel war er zudem erneut Teil des Team USA bei der U20-Weltmeisterschaft 2016 und errang dort mit der Mannschaft die Bronzemedaille.

### NHL
Tkachuk war für den NHL Entry Draft 2016 verfügbar und galt dort als wahrscheinlicher Top-5-Pick, so schätzte ihn der International Scouting Service an vierter Gesamtposition sowie der Central Scouting Service an zweiter Gesamtposition der nordamerikanischen Feldspieler ein. Im eigentlichen Draft wählten ihn dann die Calgary Flames an sechster Position und statteten ihn wenig später mit einem auf drei Jahre befristeten Einstiegsvertrag aus.
In seiner ersten NHL-Saison kam Tkachuk in 76 Spielen auf 48 Scorerpunkte und führte die Flames in Strafminuten (105) an. Zugleich gelingt es ihm aber auch regelmäßig, Gegenspieler zu einer Strafe zu verleiten, so führte er die Liga in der Saison 2017/18 in pro Spiel beim Gegner verursachten Strafminuten an. In Summe wird seine Spielweise vor allem mit dem Begriff Pest beschrieben.
In der Spielzeit 2018/19 steigerte der Angreifer seine persönliche Statistik deutlich auf 77 Punkte aus 80 Spielen und unterzeichnete anschließend im September 2019 einen neuen Dreijahresvertrag in Calgary, der ihm ein durchschnittliches Jahresgehalt von sieben Millionen US-Dollar einbringen soll. Mit seinen 61 Punkten in der Folgesaison wurde der US-Amerikaner erstmals Topscorer seines Teams, bevor seine 104 Punkte in 82 Partien der Saison 2021/22 ihn erstmals die Marke von 1,0 Scorerpunkten pro Spiel erreichen ließen. Zudem platzierte er sich damit unter den besten zehn Scorern der Liga, sodass man ihn im NHL Second All-Star Team berücksichtigte.
Als Tkachuks Vertrag im Juli 2022 auslief und bekannt wurde, dass er kein langfristiges Arbeitspapier in Calgary unterzeichnen würde, deutete sich ein baldiger Transfer an. Zwar hatte er zu diesem Zeitpunkt den Status eines Restricted Free Agent, jedoch hätte ein kurzfristiger Vertrag von beispielsweise einem Jahr bedeutet, dass die Flames ihn dann als Unrestricted Free Agent ohne Gegenleistung verlieren würde. Als zudem wenige Tage zuvor Johnny Gaudreau das Team als Free Agent verlassen hatte, sah sich Calgary gezwungen, Tkachuk samt einem konditionalen Viertrunden-Wahlrecht im NHL Entry Draft 2025 an die Florida Panthers abzugeben. Im Gegenzug erhielten sie Jonathan Huberdeau, MacKenzie Weegar, Cole Schwindt sowie ein Erstrunden-Wahlrecht im Draft 2025, das jedoch „lottery protected“ ist, sich also um ein Jahr nach hinten verschiebt, falls Florida die Draft-Lotterie gewinnen sollte. Im gleichen Atemzug unterzeichnete der US-Amerikaner einen neuen Achtjahresvertrag in Florida, der ihm ein durchschnittliches Jahresgehalt von 9,5 Millionen US-Dollar einbringen soll.
In seiner ersten Saison in Florida bestätigte er mit 109 Scoerpunkten seine Leistungssteigerung des Vorjahres, wobei er mit Abstand bester Scorer seines Teams wurde und den Franchise-Rekord von Huberdeau (115 Punkte; Saison 2021/22) nur knapp verpasste. In den anschließenden Playoffs 2023 erreichte er mit den Panthers das Endspiel um den Stanley Cup, unterlag dort allerdings den Vegas Golden Knights mit 1:4. Zuvor hatte er die Mannschaft zudem beim heimischen NHL All-Star Game 2023 vertreten und war dabei als MVP ausgezeichnet worden. In den folgenden Playoffs 2024 zog er mit dem Team erneut ins Finale ein und errang mit einem 4:3-Erfolg über die Edmonton Oilers nun auch den ersten Stanley Cup der Franchise-Geschichte. In den Playoffs 2025 wiederum verteidigten sie den Titel durch einen weiteren 4:2-Sieg gegen die Oilers.

## Erfolge und Auszeichnungen
| - 2014 Goldmedaille bei der World U-17 Hockey Challenge - 2015 Goldmedaille bei der U18-Weltmeisterschaft - 2016 Bronzemedaille bei der U20-Weltmeisterschaft 2016 - 2016 J.-Ross-Robertson-Cup-Gewinn mit den London Knights - 2016 OHL First All-Star Team - 2016 Memorial-Cup-Gewinn mit den London Knights | - 2020 Teilnahme am NHL All-Star Game - 2022 NHL Second All-Star Team - 2023 Teilnahme am NHL All-Star Game und Auszeichnung als MVP - 2023 NHL Second All-Star Team - 2024 Stanley-Cup-Gewinn mit den Florida Panthers - 2025 Stanley-Cup-Gewinn mit den Florida Panthers |

## Karrierestatistik
Stand: Ende der Saison 2024/25

### International
Vertrat die USA bei:
- World U-17 Hockey Challenge 2014
- U18-Weltmeisterschaft 2015
- U20-Weltmeisterschaft 2016
- 4 Nations Face-Off 2025

(Legende zur Spielerstatistik: Sp oder GP = absolvierte Spiele; T oder G = erzielte Tore; V oder A = erzielte Assists; Pkt oder Pts = erzielte Scorerpunkte; SM oder PIM = erhaltene Strafminuten; +/− = Plus/Minus-Bilanz; PP = erzielte Überzahltore; SH = erzielte Unterzahltore; GW = erzielte Siegtore; 1 Play-downs/Relegation; Kursiv: Statistik nicht vollständig)

## Familie
Matthews Vater Keith Tkachuk absolvierte 1290 Partien in der NHL und kam dabei auf 1121 Scorerpunkte, sodass er in dieser Kategorie der fünftbeste US-Amerikaner der NHL-Historie ist. Zudem gewann er Silber bei den Olympischen Winterspielen 2002 und ist Mitglied der United States Hockey Hall of Fame. Matthews Bruder Brady Tkachuk (* 1999) spielt derzeit für die Ottawa Senators. Außerdem ist er ein Cousin der NHL-Profis Tom Fitzgerald, Kevin Hayes und Jimmy Hayes.